# Liste der Nummer-eins-Country-Alben in den USA (1992)
Dies ist eine Liste der Nummer-eins-Alben in den von Billboard ermittelten Verkaufscharts für Country-Alben in den USA im Jahr 1992. In diesem Jahr gab es vier Nummer-eins-Alben.

| ← 1991 ← | Liste der Nummer-eins-Country-Alben in den USA | Liste der Nummer-eins-Country-Alben in den USA | Liste der Nummer-eins-Country-Alben in den USA | 1993 →                    |
| \| Zeitraum \| Wo. ges. \| Interpret \| Titel \| Zusätzliche Informationen \| \| (Zeitraum, Wochen auf Platz eins, Interpret, Titel, zusätzliche Informationen) \| \| \| \| \| \| ------------------------------------------------------------------------------ \| -------- \| --------------- \| ------------------ \| ------------------------- \| \| 28. Dezember 1991 – 17. April 1992 16 Wochen (insgesamt 29) \| 29 \| Garth Brooks \| Ropin' the Wind[1] \| — \| \| 18. April 1992 – 8. Mai 1992 3 Wochen (insgesamt 3) \| 3 \| Wynonna \| Wynonna[2] \| — \| \| 9. Mai 1992 – 5. Juni 1992 4 Wochen (insgesamt 33) \| 33 \| Garth Brooks \| Ropin' the Wind \| — \| \| 6. Juni 1992 – 9. Oktober 1992 18 Wochen (insgesamt 18) \| 18 \| Billy Ray Cyrus \| Some Gave All[3] \| — \| \| 10. Oktober 1992 – 25. Dezember 1992 11 Wochen (insgesamt 11) \| 11 \| Garth Brooks \| The Chase[4] \| — \| |                                                |                                                |                                                |                           |
| ← 1991 |                                                |                                                |                                                | → 1993 →                  |
| Zeitraum | Wo. ges.                                       | Interpret                                      | Titel                                          | Zusätzliche Informationen |
| (Zeitraum, Wochen auf Platz eins, Interpret, Titel, zusätzliche Informationen) |                                                |                                                |                                                |                           |
| 28. Dezember 1991 – 17. April 1992 16 Wochen (insgesamt 29) | 29                                             | Garth Brooks                                   | Ropin' the Wind                                | —                         |
| 18. April 1992 – 8. Mai 1992 3 Wochen (insgesamt 3) | 3                                              | Wynonna                                        | Wynonna                                        | —                         |
| 9. Mai 1992 – 5. Juni 1992 4 Wochen (insgesamt 33) | 33                                             | Garth Brooks                                   | Ropin' the Wind                                | —                         |
| 6. Juni 1992 – 9. Oktober 1992 18 Wochen (insgesamt 18) | 18                                             | Billy Ray Cyrus                                | Some Gave All                                  | —                         |
| 10. Oktober 1992 – 25. Dezember 1992 11 Wochen (insgesamt 11) | 11                                             | Garth Brooks                                   | The Chase                                      | —                         |